# Янушевський Нікон Вікторович
Ні́кон Ві́кторович Януше́вський — старший солдат НГУ, що відзначився в ході російсько-української війни.

## Життєпис
Народився 5 квітня 2000 в місті Київ. Закінчив школу 226 на Оболоні.
Деякий час Нікон проживав у селищі Романів Житомирської області, де навчався в Романівському ліцеї.
Навчався в Київському університеті імені Бориса Грінченка на факультеті інформаційних технологій та математики за спеціальністю «Комп'ютерні технології». Під час навчання брав активну участь у студентському житті університету, отримував нагороди та грамоти, посів друге місце у змаганнях з шахів серед університетів.
Працював в охоронній компанії «Шериф». Нікон зустрів та покохав свою майбутню дружину в 2020 році, коли в неї вже була 3-річна донька.
З початком повномасштабної війни пішов на фронт. Служив у 1-й Президентській бригаді оперативного призначення «Буревій». Служив сапером-розвідником.
Виконував бойові завдання на території Чернігівської, Луганської та Донецької областей, де пройшов найгарячіші точки зіткнення.
Загинув під час виконання бойового завдання поблизу селища Ямпіль на Донеччині (Серебрянський ліс) внаслідок артобстрілу. Нагороджений орденом «За мужність» посмертно. Залишилися донька та дружина.

## Вшанування пам'яті
11 листопада 2024 на фасаді школи І—ІІІ ступенів № 226 Оболонського району, де навчався Нікон, відкрили меморіальну дошку.